# Кортенакен
Кортенакен (на нидерландски: Kortenaken) е селище в Централна Белгия, окръг Льовен на провинция Фламандски Брабант. Намира се на 21 km източно от град Льовен. Населението му е около 7540 души (2006).